# Gregor Strasser
Pour les articles homonymes, voir Strasser.
Ne doit pas être confondu avec Otto Strasser.
 (mars 2016).
Si vous disposez d'ouvrages ou d'articles de référence ou si vous connaissez des sites web de qualité traitant du thème abordé ici, merci de compléter l'article en donnant les références utiles à sa vérifiabilité et en les liant à la section « Notes et références ».
Gregor Strasser, né à Geisenfeld (Bavière) le 31 mai 1892 et mort assassiné à Berlin le 30 juin 1934 pendant la nuit des Longs Couteaux, est un homme politique allemand.
Il est l'un des leaders du Parti national-socialiste des travailleurs allemands-Nord (NSDAP-Nord). Il est, avec son frère Otto Strasser, l'une des figures de proue de l'aile « gauche » du NSDAP.

## Biographie

### Formation et services militaire
Gregor est l'aîné des cinq enfants de Peter Strasser (1855-1928), officier de justice catholique bavarois, et de son épouse Pauline Strudel (1873-1943). De ses trois frères et de sa sœur, seul son frère Otto (1897-1974) le suit sur les chemins de la politique. Il fréquente le lycée local (école secondaire) et après ses derniers examens fait son apprentissage en tant que pharmacien dans le village de Basse-Bavière de Frontenhausen à partir de 1910 et jusqu'en 1914. En 1914, il commence à étudier la pharmacie à l'université Louis-et-Maximilien de Munich, mais, engagé volontaire dans l'armée impériale, il suspend ses études la même année. Strasser prend part à la Première Guerre mondiale sur le front de l'Est, atteignant le grade de premier lieutenant, et est décoré de la croix de fer, de 2e puis de 1re classe ainsi que de l'ordre bavarois du service militaire.
En 1918, il reprend ses études à l’université Friedrich-Alexander d'Erlangen-Nuremberg, et en 1919 rejoint le corps franc de droite dirigé par Franz von Epp (1868-1932) avec son frère Otto. Il passe avec succès son examen d'État la même année, et en 1920 commence à travailler comme pharmacien à Landshut. Gregor Strasser crée et commande le Sturmbataillon Niederbayern, qui compte parfois jusqu'à 2 000 hommes et dans lequel Heinrich Himmler sert comme adjudant. Avec ce corps-franc, il prend part à l'écrasement de la république des conseils de Bavière. En mars 1920, ce corps franc participe au putsch de Kapp, qui échoue. Pendant ce temps, son frère Otto commande un Rote Hundertschaft (« Centurie rouge ») socialiste pour lutter contre le coup d'État de cette droite « réactionnaire ».
En 1919, il prend part à la fondation de l'Association nationale des Soldats allemands. La même année, il épouse Else Vollmuth (1893-1982), dont il a le 7 décembre 1920 des jumeaux qui tombent sur le front de l'Est les 30 juillet 1941 et 27 mai 1942.

### Ascension et rôle dans le parti nazi
En 1920, Gregor Strasser adhère avec son groupe paramilitaire au NSDAP, fondé l'année précédente à Munich. En février 1924, en raison de ses agissements en faveur du NSDAP, interdit après le putsch de la Brasserie en 1923, il est emprisonné ; il est condamné en avril 1924 à un an d'emprisonnement mais il est libéré quelques semaines plus tard puis est élu au Parlement de Bavière le 4 mai 1924 comme représentant du « Bloc populaire » proche des nationaux-socialistes. Il prend ensuite les commandes du Mouvement national-socialiste de la liberté — car l'appellation « NSDAP » avait été interdite — avec le général Erich Ludendorff. Le 7 décembre 1924, ce mouvement devient le second parti local de Bavière et obtient 32 sièges au Reichstag. Il obtient un mandat pour le troisième Reichstag sur la liste conjointe « Parti populaire allemand de la Liberté/Mouvement de la liberté national-socialiste », qui sert d'organisation de remplacement au NSDAP durant son interdiction. Gregor Strasser assume son mandat de député jusqu'en décembre 1932.
À sa sortie de prison, Adolf Hitler demande à son frère, Otto Strasser, de renforcer l'implantation du parti en Allemagne du Nord à Berlin. Gregor participe à de nombreux meetings dans la capitale, y crée un journal, le Berliner Arbeiterzeitung, qui est ensuite dirigé par son frère Otto. Durant la même période, il prend Joseph Goebbels comme secrétaire particulier.
Gregor est l'un des tout premiers adhérents (numéro 9) du nouveau NSDAP créé le 26 février 1925 à Munich par Adolf Hitler et devient premier Gauleiter de Basse-Bavière / Haut-Palatinat. À Berlin, ensemble avec son frère Otto, ils développent un profil idéologique bien à eux en regard de l'aile nationale völkisch du parti. Avec Joseph Goebbels, les deux frères construisent au sein du NSDAP une voie de gauche, c'est-à-dire anticapitaliste, sociale-révolutionnaire, avec laquelle ils comptent gagner les classes laborieuses pour le parti.
La composante antisémite est marginale dans leur doctrine. À partir de là, Gregor soutient en partie les combats des syndicats sociaux-démocrates, prône la nationalisation de l'industrie et des banques et propose de confisquer au nom de la République les grands domaines et les biens des membres des familles royales et princières déposées. Tout en conservant son anticommunisme radical, il plaide avec toute la fermeté possible pour un travail commun de l'Allemagne et de l'Union soviétique. À la tête du Mouvement des travailleurs des gau du Nord et de l'Ouest du parti nazi (Arbeitsgemeinschaft der nord- und westdeutschen gaue der NSDAP) fondé en septembre 1925 (directeur général Joseph Goebbels) et qui concrétise la rupture des Gauleiter du NSDAP du nord et de l'ouest de l'Allemagne, il possède un instrument pour imposer la politique sociale et économique de l'aile gauche du NSDAP et devient rapidement une menace pour l'autorité de Hitler au sein du parti.
Le 14 février 1926, Hitler riposte en convoquant un conseil des dirigeants nazis à Bamberg. Ce conseil est volontairement placé un jour de semaine pour que la plupart des nazis du Nord — pour la plupart des sympathisants de Strasser — ne puissent y participer. Désirant à cette époque amadouer et obtenir des subsides de la part des grands industriels, la ligne Strasser, d'alliance avec les communistes, apparaît à Hitler comme relevant de la trahison.
Hitler exige et fait adopter contre cette faction sa propre ligne directrice au sein du parti. Pour cela, les 25 points fondateurs du programme initial du parti sont décrétés inaltérables et de ce fait, la ligne des frères Strasser apparaît comme schismatique. Hitler est alors convaincu qu’il faut se débarrasser de cette aile qualifiée parfois de nationale-bolchévique, et va manœuvrer pour l'affaiblir. Il commence par s'assurer le ralliement de Goebbels qui, fasciné par le tribun, ne le quittera plus jusqu'au bunker de Berlin.
Avec son frère, Gregor fonde en mars 1926 les éditions Kampf-Verlag (Édition du Combat) à Berlin, qui de 1926 à 1930 éditent l'hebdomadaire programmatique Le National-Socialiste.
En mars, Strasser a un accident de voiture. Hitler, en gage de réconciliation, lui rend une visite surprise alors qu'il se repose dans sa maison de Landshut. Strasser, isolé, finit par s'aligner sur la ligne de conduite édictée par Hitler, non sans avoir obtenu l'exclusion de Hermann Esser de la direction nationale du NSDAP. Malgré ce premier conflit ouvert à Bamberg, Hitler, le 30 juin 1926, nomme Gregor Strasser, qu'il apprécie encore grandement, comme directeur de la propagande du NSDAP, un poste qu'il occupe jusqu'au début de 1928.
On compte Heinrich Himmler parmi ses secrétaires.
La dissolution de la Communauté des Travailleurs du Nord-Ouest est ordonnée par une directive de Munich du 1er juillet 1926, et la ligne plutôt national-socialiste bourgeoise, comme celle d'Alfred Rosenberg, est poursuivie. Pour ne pas trop faire apparaître ses divergences de vue, Gregor affirmera dans un article pour le Völkischer Beobachter du 15 février 1927 que l'antisémitisme et le socialisme sont fondamentalement les deux faces de la même médaille :

« Je tiens encore une fois à l'affirmer de façon essentielle, les deux ne sont ni contradictoires ni ne camouflent le moindre aspect du concept de national-socialisme, qu'au contraire je considère comme englobant et renfermant ces deux complexes. Par conséquent et pour le dire avec précision, nous sommes non seulement socialistes-nationaux mais aussi antisémites ; en un mot nationaux-socialistes. »

### Réorganisation du parti
Dans les années qui vont suivre, Gregor Strasser va réorganiser toute la structure du parti. Il entreprend les transformations aussi bien dans la division régionale que du point de vue de la construction verticale : le NSDAP va devenir pas à pas une organisation totalement centralisée avec son propre appareil de contrôle et le plus grand potentiel de propagande imaginable. Avec son plan d'organisation, le NSDAP passe du rang de faction politique du sud de l'Allemagne à celui d'un grand parti de masse. Le nombre des adhésions croît de 27 000 en 1925 à plus de 800 000 en 1931. Strasser fait en particulier tout ce qu'il peut pour réunifier le NSDAP Nord-Ouest qui finalement parviendra à faire rejoindre à une grande part des militants de base, les sections sud du parti.
Gregor Strasser atteindra en 1932 le point culminant de sa carrière : après que, sous son impulsion, une vaste réforme structurelle du parti a été menée à bien dès 1930, il érige définitivement la direction de l'organisation en centre absolu du pouvoir, avec la publication, le 12 juillet 1932, des « instructions de services de l'organisation politique » du NSDAP, diffusées au sein de toutes les subdivisions du parti. À partir de ce moment, il passe pour l'homme le plus important du parti après Hitler. On le tient pour l'homme le plus capable et le plus apprécié dans les cercles de direction du parti. En tant que directeur de l'organisation, c'est lui qui détient de facto le pouvoir de secrétaire général du parti, même s'il n'en a pas le titre. Jusqu'à l'élection présidentielle de 1932, Strasser passera pour donner une image gouvernementale à la direction du NSDAP, avec l'apparence d'un candidat plausible au poste de chancelier du Reich. Hitler lui-même jusqu'à cette époque se sentait à peine concerné par ce poste et ne l'envisageait pas particulièrement pour lui. Au lieu de cela, on pensait généralement que le « bohémien » Hitler, dont même les militants au sein de la direction du parti doutaient de la capacité de mener à bien un travail intellectuel, régulier et discipliné, confierait à Gregor Strasser le poste de chancelier après avoir été lui-même élu à la fonction de président.

« Gregor Strasser apparaît comme l'homme de la pratique politique qui s'accomplit dans le dur travail quotidien tandis que le Führer légendaire, Adolf Hitler, montre les grands buts et les voies du renouveau populaire allemand. »

D'après les recherches de son biographe, ce n'est que dans les jours qui ont suivi l'élection présidentielle (perdue par le NSDAP), que la possibilité qu'Hitler devienne chancelier a commencé à être envisagée sérieusement au sein des comités de direction du parti.
En 1932, en rapport avec l'approbation par la direction du parti de l'éviction du chef de la SA, Ernst Röhm, Arno Schickedanz prévenait de la toute-puissance de Strasser au sein du parti, qu'il identifiait avec Hitler comme Führer mais Strasser comme véritable dominateur qui n'aurait alors plus aucun contrepoids :

« Adolf Hitler est certes le Führer du parti mais celui-ci est déjà dominé aujourd'hui par Gregor Strasser. Comme le montre un parallèle avec Moscou déjà du vivant de Lénine, Staline avait pris en main le parti tout comme Gregor Strasser le NSDAP ; — et avec la croissance de la position de force du parti dans l'État actuel croîtra la position de Strasser qui en hérite. Tout naturellement ! Et ce serait un comble s'il revenait à Gregor de décider à propos de la sécurité dans l'État national-socialiste, tout comme sur celle du Führer ! — Le seul obstacle consiste encore en Röhm et la SA ! Il sera mis à l'écart ! Le petit docteur ne joue là aucun rôle. Il se trouve déjà depuis longtemps pris dans les filets. Il peut bien s'égosiller autant qu'il veut, le cas échéant Gregor le fera étrangler par Schulz ! Goering laissez-moi rire ! Et qui d'autre ? Ils plieront tous, ils le font déjà même si vous ne connaissez pas celui qui tire les ficelles en coulisses. »

### Contacts avec les industriels
Malgré sa réputation de représentant de l'aile gauche du parti, Strasser maintenait depuis le début des années 1930 de bons contacts avec les cercles d'entrepreneurs, auxquels il fit des concessions afin d'adoucir leur point de vue sur le NSDAP. La Lettre de Direction Allemande, correspondance privée importante sous l'influence de l'industriel Paul Silverberg (de), louait Strasser en mai 1932 pour avoir amené le NSDAP de l'opposition aux positions du gouvernement. Pour prouver la capacité de son parti à gouverner, Strasser énonça le nouveau « programme de construction économique » du NSDAP le 20 octobre 1932 au palais des sports de Berlin. Là où en juillet de la même année, dans le « Programme économique immédiat », il poussait des hurlements anticapitalistes et exigeait l'autarcie de l'Allemagne, au lieu d'une augmentation des impôts des riches, il demandait maintenant une baisse des impôts, au lieu du contrôle des prix, il voulait désormais combattre la déflation avec la liberté des prix. Certes, il parlait à côté de cela d'un protectionnisme agraire et de la priorité pour les produits allemands, mais il insistait en même temps sur le fait que les exportations ne devaient pas être entravées. Concernant le chômage de masse, il proposait de rompre l'indexation du mark sur l'or, de nationaliser les banques et de rendre possibles les mesures de création d'emplois publics par un recours massif au crédit. La même année, dans une entrevue avec le journaliste américain H. R. Knickerbocker, il s'exprime expressément en grand ami de l'économie : « nous reconnaissons la propriété privée, reconnaissons l'initiative privée, reconnaissons notre dette et notre obligation de la payer, nous sommes contre la nationalisation de l'industrie, nous sommes contre la nationalisation du commerce, nous sommes contre l'économie planifiée au sens soviétique ».
Strasser obtient des aides financières de la part de différents industriels. Le lobbyiste August Heinrichsbauer (de) organise au début de l'année 1931 un paiement mensuel des entrepreneurs des mines de la Ruhr à hauteur de 10 000 Marks. De la part de l'industriel de l'acier de Cologne, Otto Wolff (en), que les nationaux-socialistes veulent écarter, Strasser obtient un don (prié par von Schleicher, alors chancelier). De par ces donations se développe la thèse que la grande industrie a contribué au développement du NSDAP. L'historien britannique Peter Stachura défend la thèse selon laquelle Strasser n'a pas quitté le parti, non pas pour imposer la partie gauchiste du programme à l'intérieur du parti, mais bien plus parce qu'il est entre-temps devenu un opportuniste de la « realpolitik » qui a exploité le plus largement possible un nouveau champ de recrutement, et voulait par là s'assurer une position de force dans le parti.
La rivalité personnelle avec Adolf Hitler et le désaccord concernant les programmes se précisent de façon incandescente lorsque le chancelier Kurt von Schleicher propose en décembre 1932 à Gregor Strasser, la vice-chancellerie et le poste de ministre-président de Prusse. Il espère ainsi scinder le parti et attirer de son côté son aile gauche avec Strasser. Des confidences de compagnons de Strasser font état plus tard que sur les 196 représentants nationaux-socialistes au Reichtag, entre 60 et 100 seraient partis avec Strasser en cas de rupture avec Hitler.
Le projet traîne d'une part parce que Strasser ne souhaite pas en arriver à la rupture avec Adolf Hitler, mais également parce que Hitler peut encore compter sur la confiance du parti comme il s'en est assuré lors de la réunion des dirigeants de décembre 1932. Le 8, Strasser démissionne de tous ses mandats au sein du parti, mais conserve cependant son mandat au Reichstag car celui-ci lui permet de conserver son immunité parlementaire, lui évitant le camouflet qu'aurait constitué une mise en accusation. Et c'est à ce moment critique qu'il entreprend un voyage en Italie pour se ressourcer. Selon l'historien Hans-Ülrich Wehler, ce voyage est la preuve de sa médiocrité politique car il affaiblit encore un peu plus sa position au sein du parti. Malgré cela, von Schleicher le présente encore chaudement à Hindenburg comme vice chancelier potentiel. Après l'élection du Landtag de Lippe le 15 janvier 1933, qui voit le NSDAP devenir la première force politique et constitue donc un renforcement de la doctrine Hitler, Gregor Strasser est définitivement mis de côté. Après le 30 janvier, il se retire de la politique et travaille à la première « Chambre de l'industrie pharmaceutique ».

### Assassinat
À peine a-t-il reçu l'insigne d'or du NSDAP, qu'il est arrêté et emprisonné au quartier général de la Gestapo, Prinz Albrecht Straße, à Berlin. Cette arrestation s'inscrit dans le cadre de la nuit des Longs Couteaux ; c'est pour lui une surprise totale ; il pensait tout bonnement que Hitler allait de nouveau l'appeler à la direction du parti. Néanmoins, une déclaration de 1953 d'un de ses collaborateurs, Paul Schulz, affirme qu'il déclarait souvent en janvier 1933 : « Hitler ne nous laissera jamais partir. Nous ne mourrons pas de mort naturelle ».
Friz Günther von Tschirschky, un collaborateur de Franz von Papen, qui a lui aussi été arrêté et enfermé Prinz Albrecht Straße, rapporte dans ses mémoires son témoignage concernant l'assassinat de Strasser : « Il avait été amené par la SS dans un petit couloir du quartier général qui servait de cellule commune et là avait été exécuté d'une balle pendant son sommeil puis achevé de deux balles dans la nuque. Quelques minutes plus tard, un sac sanglant était retiré du couloir dans lequel on ne voyait plus qu'une mare de sang et quelques impacts de balles ».
Theodor Eicke, commandant du camp de concentration de Dachau, qui voyageait du camp de concentration de Lichtenburg près de Berlin vers Dachau, affirme avoir lui-même abattu Gregor Strasser durant une halte à Berlin. Officiellement Strasser s'était suicidé. Mais Tschirschky rapporte qu'en août 1934, alors qu'il lui rendait visite à Berchtesgaden et l'avait informé du sort véritable de Strasser, Adolf Hitler avait semblé totalement surpris par cette nouvelle. La demi-sœur d'Hitler, Angela Hitler, affirma lors d'une discussion en février 1935 avec Eduard Pant (en) que son frère avait été très profondément affecté en apprenant le suicide d'un aussi vieux compagnon de route et de combat. Rudolf Augstein, en conclut que Gregor Strasser aurait été assassiné sur ordre de Goering et Himmler de peur qu'il ne revienne en grâce.
Sur intervention personnelle de Wilhelm Frick, sa veuve peut néanmoins percevoir l'assurance-vie de son mari (bien que les clauses excluent le cas du suicide) et en 1936, sur l'impulsion de Himmler, s'y ajoute une pension mensuelle de 500 reichmarks.
Les thèses national-révolutionnaires des frères Strasser ont eu une influence déterminante sur les idéologies néonazies d'aujourd'hui.